# よしだ斑鳩
よしだ 斑鳩（よしだ いかる、2月8日生）は、日本の漫画家。
宮城県仙台市在住。1998年、『月光森ノ夏』で、第23回白泉社アテナ新人大賞佳作を受賞し、『MELODY』1999年5月号で同作にてデビューした。
華史 かじこ名義でイラストレーターとしての活動も行っている。

## 作品リスト
- シークの罠（ハーレクインコミックス、宙出版、ISBN 978-4776725107）
- 嘘つきなプリンセス（ロマンスコミックス、宙出版、ISBN 978-4776726326）
- サムライダーリン信長（プチプリンセス、秋田書店、ISBN 978-4253197052）
- サムライダーリン政宗（プチプリンセス、秋田書店、ISBN 978-4253197090）
- サムライダーリン新撰組（プチプリンセス、秋田書店、ISBN 978-4253197175）
- サムライダーリン龍馬（プチプリンセス、秋田書店、ISBN 978-4253198387）
- 君のノスタルジア（プチプリンセス、秋田書店、ISBN 978-4253197403）
- 世界の終わりに（プチプリンセス、秋田書店、ISBN 978-4253197632）
- 白椿学園恋活研究ノート（プチプリンセス、秋田書店、電子書籍）全3巻
- わたしに恋が降ってくるなんてプチプリンセス、秋田書店、電子書籍）全5巻
- ケッペキさんとEDくん（めちゃコミック、小学館クリエイティブ）全2巻
  - ケッペキさんとEDくん（ISBN 978-4778083052）
  - ケッペキさんとEDくん2 ～あなたとゼロ距離恋愛したいのです～（ISBN 978-4778083090）
- 日辻課長をオオカミにする方法（恋愛LoveMAX、秋田書店、電子書籍）
- バツ3なのでトキメキ禁止です（comic tint、講談社、電子書籍）全5巻